# Aleucanitis cailino
Aleucanitis cailino là một loài bướm đêm trong họ Noctuidae.